# Ramón Muchacho
Ramón Alberto Muchacho Bracho (Maracaibo, Estado Zulia, 25 de diciembre de 1972) es un asesor financiero, abogado y político venezolano, residiendo en los Estados Unidos. Es editor de los boletines La Ceiba, compilador de noticias sobre Venezuela, y Para Inversionistas. Fue alcalde del municipio Chacao en Venezuela para el período 2013-2017. 
En las elecciones del 2013, fue el alcalde electo con la más amplia victoria a nivel nacional. Muchacho ha estado exiliado en Estados Unidos desde 2017, después que el régimen de Nicolás Maduro, a través del Tribunal Supremo de Justicia, ordenó de manera arbitraria e ilegal su arresto, inhabilitación y destitución como alcalde, una situación que se repitió con cinco populares alcaldes venezolanos, parte de la oposición a Maduro. Posteriormente, el 5 de junio de 2020, la contraloría general del gobierno de Maduro lo inhabilita por 15 años junto al exalcalde del Municipio Guanta, Jhonnathan Marín.  

## Biografía

### Estudios
Graduado de Abogado en la Universidad Católica Andrés Bello (UCAB, 1995), cursó estudios de posgrado en Derecho Financiero. En 1998, realizó una Maestría en Gerencia en la escuela de negocios de la Universidad de Emory, en Atlanta, estado de Georgia, mediante un crédito educativo de la Fundación Gran Mariscal de Ayacucho.

## Carrera política
En mayo de 2001, comienza a trabajar en la Alcaldía del Distrito Metropolitano de Caracas, como Secretario de Gobierno. Al poco tiempo, asume la responsabilidad de ser Vocero Oficial del Alcalde Alfredo Antonio Peña. 

### Prefecto de Caracas (2003 - 2004)
En julio de 2003, viajó a España y Suiza invitado por la Fundación Guilé de Basilea, donde participó junto con destacados líderes políticos iberoamericanos en el Programa de Formación para el Servicio Público. A su regreso a Caracas, asume la Prefectura de Caracas, convirtiéndose en el Prefecto más joven que ha tenido la ciudad, y destacándose por su carisma, liderazgo y facilidad de expresión.
Como Prefecto de Caracas, Ramón Muchacho modernizó y dotó de computadoras a las 22 Jefaturas Civiles del Municipio Libertador, acelerando de esta manera la entrega de partidas de nacimiento y demás documentos, y mejorando dramáticamente la atención al ciudadano. También fortaleció el trabajo de las Salas de Denuncias, y abrió las puertas de las Jefaturas Civiles a las comunidades. Además, conjuntamente con la Fundación Caracas para los Niños, creó unidades de Registro Civil en varios hospitales de Caracas, incluyendo la Maternidad Concepción Palacios, el Hospital Materno Infantil de Caricuao y el Hospital José Gregorio Hernández.
En diciembre de 2004, luego de haber entregado su cargo como Prefecto de Caracas, se incorpora activamente a la Asociación Civil Liderazgo y Visión, desde donde se dedica a recorrer el país, en 2005, haciendo foros y presentaciones en Universidades y medios de comunicación social, sobre temas como desnutrición infantil y la situación de los Partidos Políticos en Venezuela.

### Alcalde de Chacao (2013 - 2017)
En las elecciones municipales del 8 de diciembre de 2013, fue elegido alcalde del municipio Chacao del estado Miranda por la MUD, con el 84% de los votos, frente a la candidata del PSUV Titina Azuaje, convirtiéndose así en el alcalde que ganó con una victoria más amplia en todo el país.
|  | 84,63% |

|  | 14,39% |

|  | 0,96% |

#### Protestas de 2017
A partir de marzo de 2017, la oposición al gobierno de Nicolás Maduro realizó una serie de manifestaciones a nivel nacional. En el caso de la ciudad de Caracas, el municipio Chacao se convirtió en el epicentro de dichos encuentros en la capital venezolana. 
En jornadas que dejaban, tanto manifestantes como policías heridos, la oposición venezolana llevó adelante una nueva protesta bautizada como «trancazo», por el bloqueo de calles, la cual dentro de sus objetivos estaba mantener la ciudad semiparalizada por hasta 10 horas. Esto para protestar contra la Asamblea Constituyente, propuesta por el presidente Nicolás Maduro, con miras a reformar la Carta Magna. Para el 21 de junio de 2017, las manifestaciones habían arrojado un total de 66 personas fallecidas en diez estados del país, según lo reseñado por el defensor del pueblo, Tarek William Saab. Mientras que otros registros contabilizaron 76 fallecidos, según cálculos de la prensa.

#### Sentencia del Tribunal Supremo de Justicia
Mediante decisión N° 369 de fecha 24 de mayo de 2017, la Sala Constitucional del Tribunal Supremo de Justicia, admitió una demanda en protección de los derechos e intereses colectivos del Municipio Chacao, y acordó amparo constitucional cautelar, ordenando al ciudadano Ramón Muchacho, Alcalde del Municipio Chacao, que dentro del Municipio en el cual ejerce su competencia:
- Realice todas las acciones y utilice los recursos materiales y humanos necesarios, en el marco de la Constitución y la Ley, a fin de evitar que se coloquen obstáculos en la vía pública que impidan el libre tránsito de las personas y vehículos.
- Proceda a la inmediata remoción de tales obstáculos y se mantengan las vías y zonas adyacentes a éstas, libres de barricadas, residuos, escombros y de cualquier otro elemento que pueda ser utilizado para obstaculizar la vialidad urbana.
- Cumpla con su labor de ordenación del tránsito de vehículos, a fin de garantizar un adecuado y seguro desplazamiento por las vías públicas de su municipio.
- Ejerza la protección de los vecinos y habitantes de su Municipio, impidiendo reuniones en las vías públicas que coarten el libre tránsito y en las que se consuman bebidas alcohólicas y sustancias estupefacientes y psicotrópicas.
- Gire las instrucciones necesarias en sus respectivos cuerpos de policía municipal, a fin de dar cumplimiento efectivo a lo previsto en los artículos 44 y 46 de la Ley Orgánica del Servicio de Policía y del Cuerpo de Policía Nacional Bolivariana. En ese sentido, se le ordena que despliegue las acciones preventivas y de control del delito, así como, en el ámbito de su competencia, promueva estrategias y procedimientos de proximidad con la comunidad de su espacio territorial, a fin de lograr la comunicación e interacción con sus habitantes e instituciones locales con el propósito de garantizar y asegurar la paz social, la convivencia, el ejercicio pacífico de los derechos y el cumplimiento de la ley.

Ante esta medida del Poder Judicial, Muchacho reiteró lo acordado por otros alcaldes opositores en algunos municipios de los estados Mérida, Miranda y la Gran Caracas, en rueda de prensa, de no acatar las sentencias del Tribunal Supremo de Justicia, bajo el argumento de apegarse al derecho constitucional que tienen las personas a protestar. Afirmó que:

Mientras nosotros seamos alcaldes de nuestros municipios, vamos a proteger y a defender el derecho a la legítima protesta.

Muchacho señaló que el Gobierno Nacional y el Tribunal Supremo de Justicia no pueden pretender que los funcionarios de la Policía Municipal de Chacao (Polichacao) se enfrenten a manifestantes que se encuentren «quemando cauchos» u «obstaculizando la vía», ya que, a su juicio, no están facultados para ello.
Para el 8 de agosto de 2017, en horas de la madrugada, la Sala Constitucional del Tribunal Supremo de Justicia (TSJ), declararía el desacato por parte de Ramón Muchacho, en su ejercicio de alcalde del municipio Chacao, al mandamiento del amparo constitucional cautelar, siendo sancionado al cumplimiento de quince meses de prisión, más las accesorias de ley. Asimismo, se dictó su cese en el ejercicio de sus funciones como alcalde del municipio Chacao y se declaró su falta absoluta, de conformidad con lo establecido en el artículo 87 de la Ley Orgánica del Poder Público Municipal, así como también se declaró su inhabilitación política. Días más tarde, el concejo municipal de Chacao designó a Gustavo Duque como alcalde.

### Inhabilitación
El 26 de septiembre de 2019, el Contralor General Elvis Amoroso informó que a los exalcaldes Ramón Muchacho y Jhonnathan Marín se les abrió un procedimiento administrativo al ciudadano, Ramón Muchacho, por «acciones ilícitas que dañan al patrimonio público, durante su gestión en la Alcaldía del Municipio Chacao del estado Miranda».
El 5 de junio de 2020, el contralor Elvis Amoroso, informó que sobre el exalcalde Ramón Muchacho, pesa una inhabilitación de 15 años para el ejercicio de cargos públicos.